# Harald Sandberg
Harald Arvid Sandberg (Västra Frölunda, Göteborg, 22 d'octubre de 1883 - Estocolm, 28 de novembre de 1940) va ser un regatista suec que va competir a començaments del segle xx.
El 1912 va prendre part en els Jocs Olímpics d'Estocolm, on va guanyar la medalla de bronze en la categoria de 6 metres del programa de vela. Sandberg navegà a bord del Kerstin junt a Eric Sandberg i Otto Aust.